# Fabio Caduff
Fabio Caduff (* 12. September 1985 in Cumbel) ist ein ehemaliger Schweizer Snowboarder. Er startete im Snowboardcross.

## Werdegang
Caduff, der für den SC Obersaxen startete, trat im Oktober 2005 in Saas-Fee erstmals im Snowboard-Weltcup an, wo er den 54. Platz belegte. Zuvor errang er bei den Juniorenweltmeisterschaften 2005 in Zermatt den fünften Platz. In den folgenden Jahren bis 2012 absolvierte er 42 Weltcups, wobei er zweimal unter die ersten Zehn kam. Seine beste Platzierung erreichte er mit dem vierten Platz im Dezember 2010 in Telluride. Sein bestes Gesamtergebnis im Weltcup war in der Saison 2010/11 der 30. Platz im Snowboardcross-Weltcup. Bei den Snowboard-Weltmeisterschaften 2009 in Gangwon fuhr er auf den neunten Platz und bei den Snowboard-Weltmeisterschaften 2011 in La Molina auf den 19. Rang. Bei seiner einzigen Olympiateilnahme im Februar 2010 in Vancouver belegte er den 13. Platz. In den Jahren 2008, 2009, 2010 und 2012 wurde er Schweizer Meister im Snowboardcross.

## Teilnahmen an Weltmeisterschaften und Olympischen Winterspielen

### Olympische Winterspiele
- 2010 Vancouver: 13. Platz Snowboardcross

### Snowboard-Weltmeisterschaften
- 2009 Gangwon: 9. Platz Snowboardcross
- 2011 La Molina: 19. Platz Snowboardcross

## Weltcup-Gesamtplatzierungen
| Saison  | Gesamt | Gesamt | Snowboardcross | Snowboardcross |
| Saison  | Punkte | Platz  | Punkte         | Platz          |
| ------- | ------ | ------ | -------------- | -------------- |
| 2005/06 | 14     | 344.   | 14             | 86.            |
| 2006/07 | 54     | 239.   | 54             | 50.            |
| 2007/08 | 466    | 148.   | 466            | 37.            |
| 2008/09 | 675    | 111.   | 675            | 31.            |
| 2009/10 | 510    | 126.   | 510            | 32.            |
| 2010/11 | -      | -      | 601            | 30.            |
| 2011/12 | -      | -      | 347            | 40.            |